# Rhexoza aterrima
Rhexoza aterrima is een muggensoort uit de familie van de Scatopsidae. De wetenschappelijke naam van de soort is voor het eerst geldig gepubliceerd in 1916 door Melander.